# Wenezuela na Letnich Igrzyskach Olimpijskich 1952
Wenezuelę na Letnich Igrzyskach Olimpijskich 1952 reprezentowało 38 zawodników, 36 mężczyzn i 2 kobiety. Reprezentanci Wenezueli zdobyli 1 brązowy medal na tych igrzyskach, pierwszy w historii olimpijskich startów Wenezueli.

## Zdobyte medale
| Medal | Zawodnik         | Dyscyplina sportowa | Konkurencja |
| ----- | ---------------- | ------------------- | ----------- |
| Brąz  | Asnoldo Devonish | Lekkoatletyka       | trójskok    |

## Skład kadry

### Boks
Mężczyźni
- Ángel Amaya

waga kogucia, do 54 kg (odpadł w 1 rundzie eliminacji; przegrał z Raúlem Macíasem z Meksyku)
- Luis Aranguren

waga piórkowa, do 57 kg (odpadł w 1 rundzie eliminacji; przegrał z Kurtem Schirrą z Saary)
- Vicente Matute

waga lekka, do 60 kg (odpadł w ćwierćfinale; wygrał z Muhammadem Alim i przegrał z Erkkim Pakkanenem z Finlandii)
- Salomon Carrizales

waga lekkopółśrednia, do 63,5 kg (odpadł w 2 rundzie eliminacji; wygrał z Celestino Pinto z Brazylii i przegrał z Charlesem Adkinsem z USA)
- Sergio Gascue

waga półśrednia, do 67 kg (odpadł w 1 rundzie eliminacji; przegrał z Nicolae Lincą z Rumunii)

### Kolarstwo
Mężczyźni
- Luis Toro

kolarstwo torowe, sprint (odpadł w eliminacjach)
- Andoni Ituarte

kolarstwo torowe, 1 km ze startu zatrzymanego (zajął 15. miejsce)
- Ramón Echegaray, Danilo Heredia, Andoni Ituarte, Luis Toro

kolarstwo torowe, 4 km na dochodzenie (zajęli 20. miejsce)

### Lekkoatletyka
Mężczyźni
- Guillermo Gutiérrez

bieg na 100 metrów (odpadł w eliminacjach)
bieg na 400 metrów (odpadł w ćwierćfinale)
- Juan Leiva

bieg na 100 metrów (odpadł w eliminacjach)
bieg na 200 metrów (odpadł w eliminacjach)
- Filemón Camacho

bieg na 800 metrów (odpadł w eliminacjach)
bieg na 1500 metrów (odpadł w eliminacjach)
- Téofilo Davis

bieg na 1100 metrów przez płotki (odpadł w eliminacjach)
- skok wzwyż (zajął 24. miejsce)
- Paulino Ferrer

bieg na 400 metrów przez płotki (odpadł w eliminacjach)
- Brígido Iriarte

skok w dal (odpadł w eliminacjach)
rzut oszczepem (odpadł w eliminacjach)
dziesięciobój (zajął 12. miejsce)
- Asnoldo Devonish

trójskok (zajął 3. miejsce)

### Pływanie
Mężczyźni
- Oscar Saiz

100 m stylem dowolnym (odpadł w eliminacjach)

### Skoki do wody
Mężczyźni
- Eduardo Fereda

skoki z trampoliny (zajął 36. miejsce)

### Strzelectwo
- Hector de Lima Polanco

pistolet dowolny 50 m (zajął 37. miejsce)
- Carlos Marrero

pistolet dowolny 50 m (zajął 48. miejsce)
- Herman Barreto

pistolet szybkostrzelny 25 m (zajął 20. miejsce)
- Carlos Monteverde

pistolet szybkostrzelny 25 m (zajął 52. miejsce)
- Humberto Briceño

karabinek małokalibrowy 3 postawy 50 m (zajął 33. miejsce)
karabinek małokalibrowy leżąc 50 m (zajął 35. miejsce)
karabin dowolny 3 postawy 300 m (zajął 25. miejsce)
- Rafael Arnal

karabinek małokalibrowy 3 postawy 50 m (zajął 39. miejsce)
karabinek małokalibrowy leżąc 50 m (zajął 57. miejsce)
- Rigoberto Rivero

karabin dowolny 3 postawy 300 m (zajął 22. miejsce)

### Szermierka
Mężczyźni
- Giovanni Bertorelli

floret indywidualnie (odpadł w eliminacjach)
szpada indywidualnie (odpadł w eliminacjach)
- Augusto Gutiérrez

floret indywidualnie (odpadł w eliminacjach)
- Juan Kavanagh

floret indywidualnie (odpadł w eliminacjach)
- Juan Camous

szpada indywidualnie (odpadł w eliminacjach)
- Gustavo Gutiérrez

szpada indywidualnie (odpadł w eliminacjach)
szabla indywidualnie (odpadł w eliminacjach)
- Edmundo López

szabla indywidualnie (odpadł w eliminacjach)
- Olaf Sandner

szabla indywidualnie (odpadł w eliminacjach)
- Giovanni Bertorelli, Augusto Gutiérrez, Gustavo Gutiérrez, Juan Kavanagh, Nelson Nieves

floret drużynowo (odpadli w eliminacjach)
- Giovanni Bertorelli, Juan Camous, Gustavo Gutiérrez, Olaf Sandner

szpada drużynowo (odpadli w eliminacjach)
- Augusto Gutiérrez, Gustavo Gutiérrez, Edmundo López, Olaf Sandner

szabla drużynowo (odpadli w eliminacjach)
Kobiety
- Gerda Muller

floret indywidualnie (odpadła w eliminacjach)
- Ursula Selle

floret indywidualnie (odpadła w eliminacjach)

### Zapasy
Mężczyźni
- Ignacio Lugo

styl wolny, waga piórkowa, do 62 kg (odpadł w eliminacjach; przegrał z Armandem Bernardem z Kanady i z Keshavem Mangave z Indonezji)
- Pio Chirinos

styl wolny, waga średnia, do 79 kg (odpadł w eliminacjach; przegrał z Callie Reitzem ze Związku Południowej Afryki i z Gustavem Gocke z RFN)
- Rodolfo Padron

styl wolny, waga półciężka, do 87 kg (odpadł w eliminacjach; przegrał z Henrym Wittenbergiem z USA i z Vikingiem Palmem ze Szwecji)